# 1982
1982 (MCMLXXXII) fon un any normal del calendari gregorià començat en divendres.

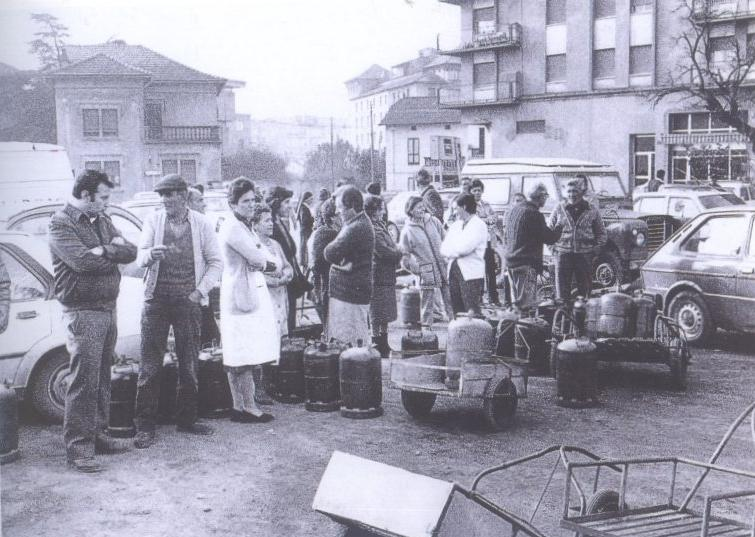
Aiguats a l'Alt Urgell

## Esdeveniments
Països Catalans
- Es funda la colla castellera Xicots de Vilafranca.
- 13 de març: Sísif (1982...) apareix per a la primera vegada en una vinyeta de Jordi Soler i Font a El Punt.[1]
- 26 de març: Es va constituir la Mancomunitat de Municipis de la Safor. Decret del Consell del País Valencià.
- 28 de març, Madrid: el Congrés dels Diputats Espanyol aprova l'Estatut d'autonomia del País Valencià.
- 14 de maig, Barcelona, Barcelonès: El poeta i crític mallorquí Josep Maria Llompart guanya el Premi d'Honor de les Lletres Catalanes.[2]
- 29 de maig, Barcelona, Barcelonès: El futbolista Diego Armando Maradona és traspassat de l'Argentinos Juniors al FC Barcelona per la xifra rècord de 1,500 milions de pessetes.[2]
- 7 de juny, Barcelona, Barcelonès: L'editorial Bruguera entra en suspensió de pagaments per valor de 3.900 milions de pessetes.[2]
- 10 de juny, Portlligat, Alt Empordà: Gala Dalí, esposa i musa de Salvador Dalí (n. 1894).[3]
- 13 de juny-11 de juliol: celebració de la Copa del Món de Futbol de 1982 a Espanya, inaugurada al Camp Nou, i amb partits a Barcelona, València, Elx i Alacant dins els Països Catalans.
- 18 de juny, Figueres, Alt Empordà: S'inaugura el Museu del Joguet de Catalunya.
- 26 de juny-8 de juliol: es disputa el Mundialet de futbol infantil a Catalunya
- 10 de juliol, País Valencià: hi entra en vigor l'Estatut d'Autonomia.[4]
- 12 d'agost, País Valencià: Joan Lerma esdevé President de la Generalitat Valenciana Provisional.
- 20 d'octubre, Tous, la Canal de Navarrés: Pantanada de Tous, les pluges torrencials provoquen l'ensorrament de la presa de Tous i, com a conseqüència, s'origina una gran riuada que arrasa les riberes del Xúquer.
- 3 de novembre: el Fons de Garantia de Dipòsits del Banc d'Espanya assumeix el control de Banca Catalana, després de detectar un forat de més de 130.000 milions de pessetes.[2]
- 7 de novembre, Andorra, Alt Urgell i Baixa Cerdanya: les pluges provoquen uns aiguats, amb 14 víctimes, la incomunicació de la zona i la destrossa completa del poble del Pont de Bar.
- 7 de novembre, Joan Pau II visita la ciutat de Barcelona.[5]
- 2 de desembre, Barcelona: Pasqual Maragall i Mira esdevé alcalde de Barcelona.[6]
- 5 de desembre, es constitueixen els Col·lectius de Joves Comunistes (CJC), com a organització juvenil del Partit dels Comunistes de Catalunya (PCC).[7]
- Aprovació de la LOAPA.

Resta del món
- 17 de gener, Trasmoz, Espanya: Els GEOs alliberen a Julio Iglesias Puga, pare de Julio Iglesias, segrestat per ETA pm 20 dies abans.[2]
- 28 de gener, Verona, Itàlia: El NOCS italià allibera al general estatunidenc de l'OTAN James Lee Dozer, segrestat per les Brigades Roges 40 dies abans.[2]
- 5 de març, Venus: Hi arriba la sonda espacial soviètica Venera 14.[8]
- 11 de març, Bilbao, País Basc: L'inici del judici contra onze dones defensores del dret a l'avortament provoca manifestacions feministes a les principals ciutats espanyoles.[2]
- 23 de març, Guatemala: Triomfa el cop d'Estat del general Efraín Ríos Montt. La seva dictadura causarà la mort de 250.000 membres d'ètnia maia.[2]
- 2 d'abril, Inici de la Guerra de les Malvines (Falklands War, en anglès): va tenir lloc entre l'abril i el juny de 1982. L'Argentina s'enfrontà al Regne Unit per intentar conquerir aquest arxipèlag així com les Illes Geòrgia del Sud i Sandwich del Sud, situades també a l'Atlàntic Sud.[9]
- 17 d'abril, Ottawa, Canadà: Isabel II, com a reina del Canadà, signa la primera constitució del país, després que assolís la independència l'any 1867.[2]
- 19 d'abril, Espanya: La premsa espanyola, de periodicitat diària, torna a publicar els dilluns des del descans dominical obligatori del 2 de febrer de 1920.[2]
- 5 de maig, Bilbao, País Basc: ETA assassina per segona vegada el director del projecte de central nuclear de Lemoiz.[2]
- 12 de maig, Fàtima, Portugal: El sacerdot Juan María Fernández Krohn intenta assassinar el papa Joan Pau II a cop de baioneta.[2]
- 30 de maig: Espanya ingressa oficialment a l'OTAN com a membre de ple dret.[2]
- 1 de juny, Inici de la Guerra de les Malvines (Falklands War en anglès) va tenir lloc entre l'abril i el juny de 1982. L'Argentina s'enfrontà al Regne Unit per intentar conquerir aquest arxipèlag així com les Illes Geòrgia del Sud i Sandwich del Sud.[9]
- 6 de juny: Israel envaeix el Líban en el marc de l'Operació Pau per a Galilea per a expulsar l'OAP del país.[2]
- 14 de juny: Finalitza la Guerra de les Malvines amb la rendició de les tropes argentines davant la superioritat de les tropes britàniques.[2]
- 18 de juny, Londres, Anglaterra: El director del Banco Ambrosiano, Roberto Calvi, apareix penjat d'un pont de la ciutat.[2]
- 4 de setembre - EUA: els New Mutants es presenten a Marvel Graphic Novel nº4, de Marvel Comics, creats per Chris Claremont (guió) i Bob McLeod (dibuixos).

- 16 de setembre: Comença la matança de Sabra i Xatila d'entre 700 i 3.500 refugiats palestins dels camps de Xabra i Xatila (Beirut) per milicians libanesos, davant la passivitat de les tropes israelianes.[10]
- 30 de setembre, Biarritz, País Basc: ETA Político-Militar, després de celebrar la VII Assemblea, hi anuncia que abandona la lluita armada.
- 2 d'octubre, Espanya: Es desmantella la conspiració colpista per al 27 d'octubre de 1982 amb la detenció dels tres principals implicats; dos coronels i un tinent coronel.[11]
- 6 de novembre, Espanya: Santiago Carrillo dimiteix com a secretari general del Partit Comunista d'Espanya després de 22 anys al càrrec.
- 12 de novembre, Moscou, URSS: Iuri Andrópov és escollit nou secretari general del PCUS.
- 1 de desembre, Mèxic: Miguel de Lamadrid n'és nomenat oficialment president.[12]
- 2 de desembre, Universitat de Utah, Estats Units: S'implanta el primer cor artificial del món.
- Fundació de la companyia japonesa de begudes carbonatades Asahi Soft Drinks

### Cinema i televisió
| M/d   | Direcció             | Títol                | Gènere         |
| ----- | -------------------- | -------------------- | -------------- |
|       | Francesc Betriu      | La plaça del Diamant | drama          |
| 09/29 | Javier Aguirre       | Vida/Perra           | drama          |
| 11/30 | Richard Attenborough | Gandhi               | biopic         |
| 03/01 | José Luis Garci      | Volver a empezar     | drama          |
| 06/04 | Tobe Hooper          | Poltergeist          | por            |
|       | Dickie Jobson        | El nadiu             | aventures      |
| 10/22 | Ted Kotcheff         | Acorralat            | acció          |
|       | René Laloux          | Els amos del temps   | animació       |
| 07/15 | Alan Parker          | Pink Floyd The Wall  | animació       |
| 06/25 | Ridley Scott         | Blade Runner         | ciència-ficció |
| 03/25 | Stefano Vanzina      | Banana Joe           | comèdia        |

Categoria principal: Pel·lícules del 1982

El 3 d'octubre, la cadena de televisió japonesa MBS emeté el primer capítol de la sèrie d'anime Chōjikū Yōsai Makurosu.

### Música
| 09/27 | A Broken Frame               |
| 06/   | Eye in the Sky               |
| 01/19 | How Could Hell Be Any Worse? |
| 11/30 | Thriller                     |
| 09/23 | The Nylon Curtain            |
| 03/19 | Five Miles Out               |
| 03/21 | Hot Space                    |
| 08/24 | Chronic Town                 |
| 10/06 | Lionel Richie                |
| 02/16 | The Concert in Central Park  |
| 09/30 | Nebraska                     |
| 10/07 | ...Famous Last Words...      |
| 08/   | Black Tiger                  |

- Berlín Oriental: Es fundà l'orquestra Akademie für Alte Musik Berlin

Naiximents
- ?  Pau Alabajos, cantautor
- 13abr  Nellie McKay (cantautora)
- 15mai  Layal Abboud (cantant)
- 18oct  Svetlana Loboda (Eurovisió 2009)

### Premis Nobel
| Camp                  | Guardonats                                                |
| --------------------- | --------------------------------------------------------- |
| Física                | - Kenneth G. Wilson                                       |
| Química               | - Aaron Klug                                              |
| Medicina o Fisiologia | - Sune Bergström - Bengt I. Samuelsson - John Robert Vane |
| Literatura            | - Gabriel García Márquez                                  |
| Pau                   | - Alva Myrdal - Alfonso García Robles                     |
| Economia              | - George Stigler                                          |

### Pilota
| M/d   | Nom i llinatge            | Activitat | Origen   |
| ----- | ------------------------- | --------- | -------- |
| 12/13 | Jesús Cebrià del Rey      | escalater | siller   |
| 10/22 | Javier Nadal Corral Dorín | raspaller | xeraquer |

### Videojocs
| títols           |  | sistemes      |
| ---------------- |  | ------------- |
| 1K ZX Chess      |  | Sinclair ZX81 |
| 3D Monster Maze  |  | Sinclair ZX81 |
| 3D Tanx          |  | BBC, C64, ZX  |
| Eyes             |  | recreativa    |
| Pitfall!         |  | Atari VCS     |
| Sokoban (倉庫番) |  | NEC PC-8801   |

## Naixements
| M/d   | Nom i llinatge        | Activitat  | Origen       | M.   |
| ----- | --------------------- | ---------- | ------------ | ---- |
|       | Pau Alabajos i Ferrer | cantautor  | torrentí     |      |
| 11/12 | Anne Hathaway         | actriu     | novaiorquesa |      |
| 10/09 | Leila Janah           | empresària | novaiorquesa | 2020 |
| 06/03 | Jodie Whittaker       | actriu     | anglesa      |      |

Les persones nascudes el 1982 faran 43 anys durant el 2025.
Països Catalans
- 17 de febrer, Igualada, Anoia: Susanna Castilla i Martínez, jugadora d'hoquei sobre patins catalana.[14]
- 6 d'abril:
  - Castelló de la Plana, Plana Alta: Miguel Ángel Silvestre, actor valencià.
  - Ulldecona, Montsià: Adam Raga i Sans, pilot de trial català.
- 6 de juny, Tortosa: Laia Forcadell Arenas, atleta catalana especialista en 400 metres tanques, diversos cops campiona d'Espanya.[15]
- 23 de juny, Maó: Susana Mora Humbert, advocada laboralista i política menorquina; Presidenta del Consell Insular de Menorca.[16]
- 14 de juliol, Torrellano, Elx: Mireia Mollà, política valenciana, ha estat diputada a les Corts Valencianes i regidora a Elx.[17]
- 31 de juliol, Torrent, l'Horta: Anabel Medina Garrigues, tennista valenciana.[18]
- 9 d'agost, Mollet del Vallès: Anna Simon i Marí és una periodista i presentadora de televisió catalana.[19]
- 23 d'agost, Matadepera, Vallès Occidental: Ariadna Cabrol, actriu catalana.[20]
- 25 d'agost, Maó, Menorca: Paula Seguí Carles, jugadora de bàsquet menorquina.[21]
- 13 de setembre, Barcelona, Barcelonès: Teresa Mas de Xaxars, remera catalana.[22]
- 22 d'octubre, Xeraco, Safor: Javier Nadal Corral («Dorín»), pilotari valencià.
- 29 d'octubre, Barcelona: Elena Gadel, cantant i actriu catalana dedicada a la cançó, el teatre musical i la televisió.[23]
- 6 de novembre, València, l'Horta: Marta Esteban Poveda, atleta internacional valenciana especialista en llarga distància.[24]
- 9 de novembre, València, l'Horta: Arantxa Parra Santoja, tennista professional.[25]
- 16 de novembre, Pineda de Mar, Maresme: Pere Aragonès, polític català (actual president de la Generalitat de Catalunya).
- 7 de desembre, Elx: Vanesa Amorós Quiles, jugadora d'handbol valenciana, guanyadora d'una medalla olímpica.[26]
- 13 de desembre, València, l'Horta: Jesús Cebrià del Rey («Jesús de Silla»), pilotari valencià.
- 14 de desembre, Barcelona, Barcelonès: Laia Yurss i Ramos, jugadora d'hoquei sobre herba catalana.[27]
- 15 de desembre, 
  - Grau de Castelló: Marina Albiol Guzmán, política valenciana que ha estat eurodiputada al Parlament Europeu.[28]
  - Caracas, Veneçuela: Irene Bou Linares, artista hispano-veneçolana que viu a Mataró.[29]
  - Sabadell, Vallès Occidental: Anna Garcia-Pineda, artista catalana.
  - Barcelona, Barcelonès: Marta Altés, il·lustradora catalana.

Resta del món
- 1 de gener:
  - Paysandú, Uruguai: Egidio Arévalo Ríos, futbolista uruguaià.
  - Unquillo, Argentina: David Nalbandian, tennista argentí.
- 5 de gener, Opočno, Txecoslovàquia: Jaroslav Plašil, futbolista txec.
- 7 de gener - Filadèlfia, Pennsilvània: Lauren Cohan, actriu i model britànico-estatunidenca.
- 17 de gener, Franja de Gaza: Asma al-Ghul, activista, periodista i feminista palestina, que escriu per al periòdic de Ramal·lah Al-Ayyam.[30]
- 18 de gener, 
  - Kabarnet, Kenya: Mary Keitany, corredora de fons kenyana, especialista en la prova de marató.[31]
  - Grass Valley: Joanna Newsom, compositora, multiinstrumentista i cantant nort-americana.
- 25 de gener, 
  - Salamanca: Sheila Blanco, cantant i compositora espanyola.[32]
  - Roma, Itàlia: Noemi, cantautora italiana.
- 5 de febrer, Suva, Fiji: Samueli Naulu, jugador de rugbi a XV fijià.
- 4 de març, Istanbul: Yasemin Mori, cantautora turca de rock alternatiu.
- 8 de març, Lindenfels, Alemanya: Timo Glock, pilot de Fórmula 1 alemany.
- 14 de març, Canadà: Capri Cavanni, actriu porno canadenca.
- 15 de març, Madrid, Espanya: Malú, cantant espanyola.
- 28 de març, Madrid: Barei, cantant i compositora espanyola.[33]
- 30 de març, Aranjuez, Espanya: Javier García Portillo, futbolista espanyol.
- 24 d'abril, Fort Worth, EUA: Kelly Clarkson, cantant estatunidenca.
- 26 d'abril, Nettlebed, Oxfordshire: Celia Johnson, actriu de teatre i de cinema anglesa (n. 1908).
- 17 de maig, Mitrovica: Vjosa Osmani, jurista i política kosovar, 5a presidenta de la República de Kosovo.[34]
- 1 de juny, Lieja, Valònia, Bèlgica, Justine Henin, tennista professional, fou número 1 del rànquing mundial (WTA) 117 setmanes.[35]
- 3 de juny, Skelmanthorpe, Anglaterra: Jodie Whittaker, actriu anglesa.
- 6 de juny, Canberra, Austràlia: Angie Ballard, atleta paralímpica australiana.[36]
- 9 de juny, Fukuoka, Japó: Yoshito Ōkubo, futbolista japonès.
- 13 de juny, Bekoji (Etiòpia): Kenenisa Bekele, atleta etíop especialitzat en curses de llarga distància.[37]
- 10 de juliol, París, França: Leila Alaoui, fotògrafa i videoartista franco-marroquina, assassinada en un atac terrorista (m. 2016).[38]
- 18 de juliol, Almeria: Raquel Huertas Soler, jugadora d'hoquei herba i d'hoquei sala andalusa, que ha jugat de davantera al CD Terrassa.[39]
- 22 de juny, Parísː Mati Diop, actriu i directora franco-senegalesa, Gran Premi del Jurat al Festival de Cinema de Cannes 2019.[40]
- 3 d'octubre, Madrid, Espanya: El Juli, torero espanyol.
- 25 d'octubre, Egipte: Bassem Sabry, periodista, bloguer i defensor dels drets humans egipci.
- 18 de novembre, París, Marlène Schiappa, política francesa. Ministra delegada encarregada de la Ciutadania.[41]
- 25 de novembre, Prien am Chiemsee, Romania: Maximilian Nicu, futbolista romanès.
- 1 de desembre, Illa de França: Malika Favre, il·lustradora i artista gràfica francesa que viu a Barcelona.[42]
- 21 de desembre, Chelmsford, Anglaterra: Tom Payne, Actor britànic.
- Belgrad, Iugoslàvia: Marta Popivoda, realitzadora de cinema i vídeo iugoslàvia.
- Lugo, Galícia: Xiana Gómez-Díaz, realitzadora i artista visual gallega.

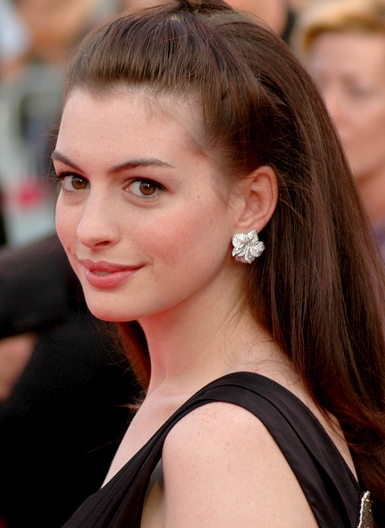
Anne Hathaway
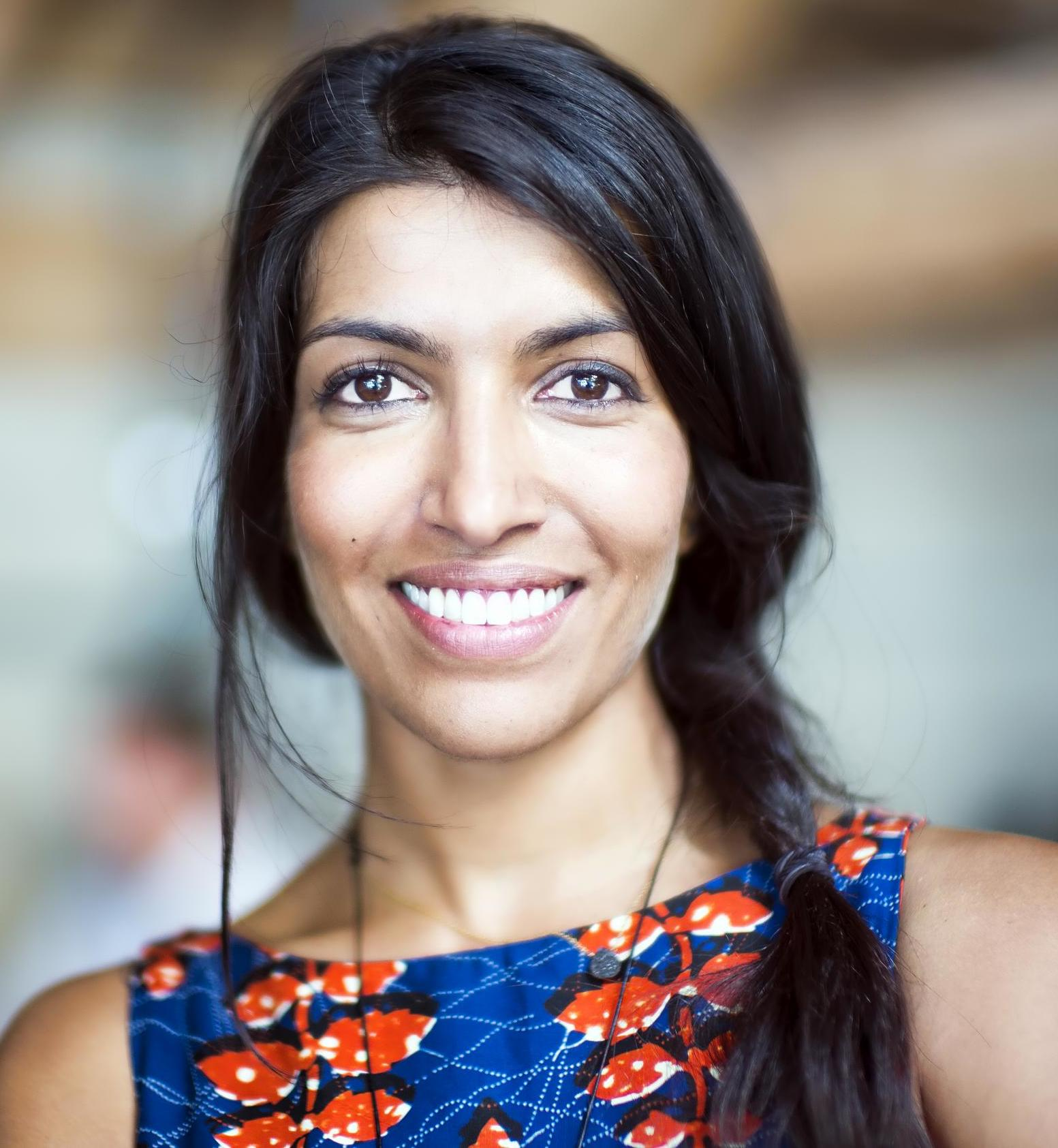
Leila Janah (m. 2020)
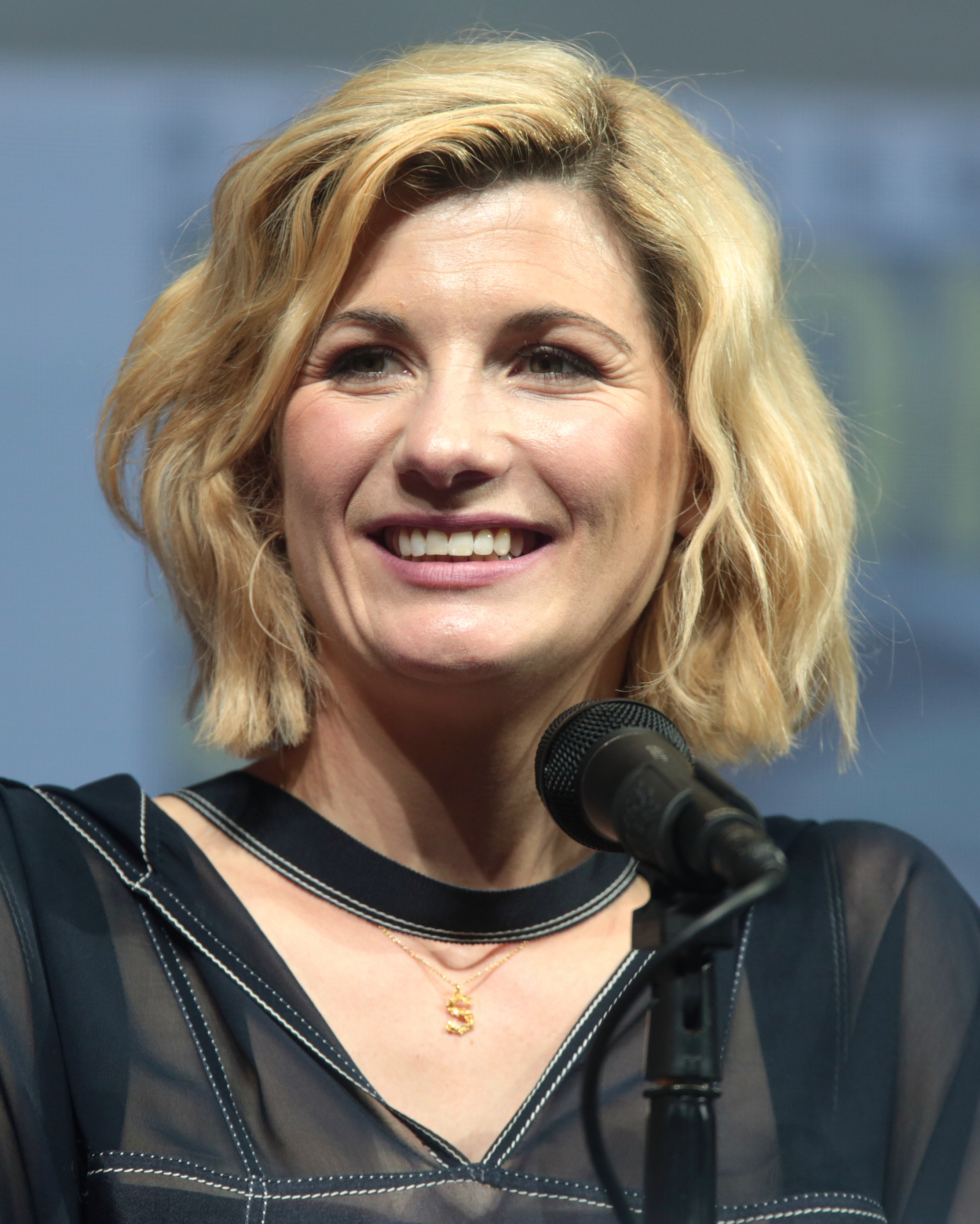
Jodie Whittaker

## Defuncions
Entre les morts destacades de l'any estan les de l'artiste Josep Renau, els escriptors Ramón J. Sender i Virginia Woolf o la del pianiste Arthur Rubinstein.
Països Catalans
- 3 de gener - Barcelona: Carme Simó i Saco, mestra i pedagoga (n. 1984).[43]
- 22 de març - Sabadell: Conrad Crespí i Vergés, activista polític català, supervivent del camp de concentració de Mauthausen-Gusen.
- 2 d'abril - Barcelona: Octavi Saltor i Soler, escriptor i polític català (n. 1902).[44]
- 10 de juny - Portlligat: Gala Dalí, esposa i musa de Salvador Dalí (n. 1894).[3]
- 18 de juny - Calonge: Pere Caner i Estrany, mestre, escriptor, historiador i arqueòleg català.
- 8 de juliol - Terrassa: Agustí Bartra, poeta, prosista i professor universitari català.
- 3 de setembre - Palma: Cristina Valls Aguiló, actriu mallorquina (n. 1901).[45]
- 16 de setembre - Cullera, Ribera Baixa: Maria Mulet, mestra i escriptora valenciana (n. 1911).[46]
- 8 de novembre - València, l'Horta: Manuel Sánchez Ayuso, economista i polític valencià, conseller de Sanitat del Consell del País Valencià.
- 17 de novembre - Barcelona: Hermínia Grau Aymà, historiadora i traductora catalana (n.1897).[47]
- Barcelona: Jordi Rubió i Balaguer, filòleg, professor i historiador català, organitzador de la xarxa de Biblioteques Populars durant la Guerra civil espanyola.

Resta del món
- 16 de gener, San Diego, EUA: Ramón J. Sender, escriptor espanyol.
- 19 de gener, São Paulo: Elis Regina, compositora i cantant brasilera (n. 1945).[48]
- 24 de gener, Ciutat de Mèxic: María Teresa Prieto Fernández de la Llana, compositora asturiana que visqué a Mèxic (n. 1896).[49]
- 25 de gener, Londres, Anglaterra: Virginia Woolf, escriptora i editora anglesa.
- 28 de gener, Fiesole, Itàlia: Élisabeth Chaplin, artista pintora postimpressionista franco-toscana (n. 1890).[50]
- 11 de febrer, Beverly Hills, Los Angeles: Eleanor Powell, actriu de cinema estatunidenca i reconeguda ballarina de claqué (n. 1912).[51]
- 26 de febrer, Madrid: Paco Martínez Soria, actor espanyol.[52]
- 3 de març, Ivry-sur-Seine, França: Georges Perec, escriptor francès (n. 1936)[53]
- 7 de març, New Haven, Connecticut: Ida Barney, astrònoma americana que enregistrà 150.000 estrelles (n. 1886).[54]
- 28 de març, Berkeley, EUA: William Francis Giauque, químic estatunidenc.
- 29 de març, Cambridge, Massachusetts: Helene Deutsch, psicoanalista estatunidenca d'origen jueu, col·laboradora de Freud (n. 1884).[55]
- 29 de maig, París, França: Romy Schneider, actriu austríaca.
- 31 de maig, Madrid (Espanya): Juan Antonio de Zunzunegui y Loredo, novel·lista espanyol, membre de la Reial Acadèmia Espanyola (n. 1900).[56]
- 3 de juny, Madrid, Espanya: Xavier de Salas Bosch, historiador de l'art català, director del Museu del Prado.
- 12 de juny, Múnic, Alemanya: Karl von Frisch, etòleg austríac.
- 18 de juny, Nova York: Djuna Barnes, escriptora i il·lustradora estatunidenca (n. 1892).[57]
- 23 de juny, Gouda: Marie Braun, nedadora neerlandesa, medallista olímpica (n. 1911).[58]
- 29 de juny, Mèxic: Graciela Salicrup, matemàtica i arquitecta mexicana, investigadora pionera en topologia (n. 1935).[59]
- 8 de juliol, Rockville, Maryland: Virginia Hall, espia nord-americana durant la Segona Guerra Mundial (n. 1906).[60]
- 24 de juliol, Laboissière-en-Thelle: Florence Henri, fotògrafa i pintora estatunidenca de les avantguardes artístiques del segle xx (n. 1893).[61]
- 25 de juliol, Los Angeles: Clara Lemlich, sindicalista i sufragista americana (n. 1886).[62]
- 15 d'agost, Estocolm (Suècia): Hugo Theorell, metge i bioquímic suec, Premi Nobel de Medicina o Fisiologia de l'any 1955 (n. 1903).[63]
- 23 d'agost, Nova York, EUA: Stanford Moore, químic i bioquímic estatunidenc.
- 14 de setembre, Montecarlo, Mònaco: Grace Kelly, actriu de cinema estatunidenca i princesa de Mònaco.[64]
- 4 d'octubre, Toronto, Canadà: Glenn Gould, pianista i compositor canadenc (n. 1932).[65]
- 8 d'octubre, Londres, Anglaterra: Philip Noel-Baker, atleta, polític i diplomàtic anglès.
- 9 d'octubre, Londres: Anna Freud, psicoanalista, fundadora de la psicoanàlisi en els nadons (n. 1895).[66]
- 11 d'octubre, 
  - Berlín Oriental, RDA: Josep Renau i Berenguer, pintor i cartellista polític valencià.
  - Nova York: Edith Quimby, investigadora en medicina i física, pionera en la medicina nuclear (n. 1891).[67]
- 16 d'octubre, Mestre, Itàlia: Mario del Monaco, tenor italià (n. 1915).[68]
- 30 d'octubre, Lviv, Ucraïna: Iryna Vilde, escriptora ucraïnesa (n. 1907).[69]
- 10 de novembre, Moscou, URSS: Leonid Bréjnev, polític ucraïnès, secretari general del PCUS i president de l'URSS.[9]
- 21 de novembre, Neuilly-sur-Seine: Madeleine Martenot, pianista francesa, creadora del Mètode Martenot (n. 1887).[70]
- 28 de novembre, Lausana: Helena de Grècia, reina de Romania (1940 - 1947) (n. 1896).[71][72]
- 8 de desembre, Ciutat de Mèxic: Encarnación Fuyola, mestra, comunista i activista antifeixista, exiliada a Mèxic (n. 1907).[73]
- 17 de desembre, Moscou, URSS: Leonid Borisóvitx Kogan, violinista soviètic.
- 20 de desembre, Ginebra, Suïssa: Arthur Rubinstein, pianista polonès d'origen jueu.
- 24 de desembre, París, França: Louis Aragon, poeta francès.
- Joseph Heinz Eibl, jurista i músic